# Pan de muerto

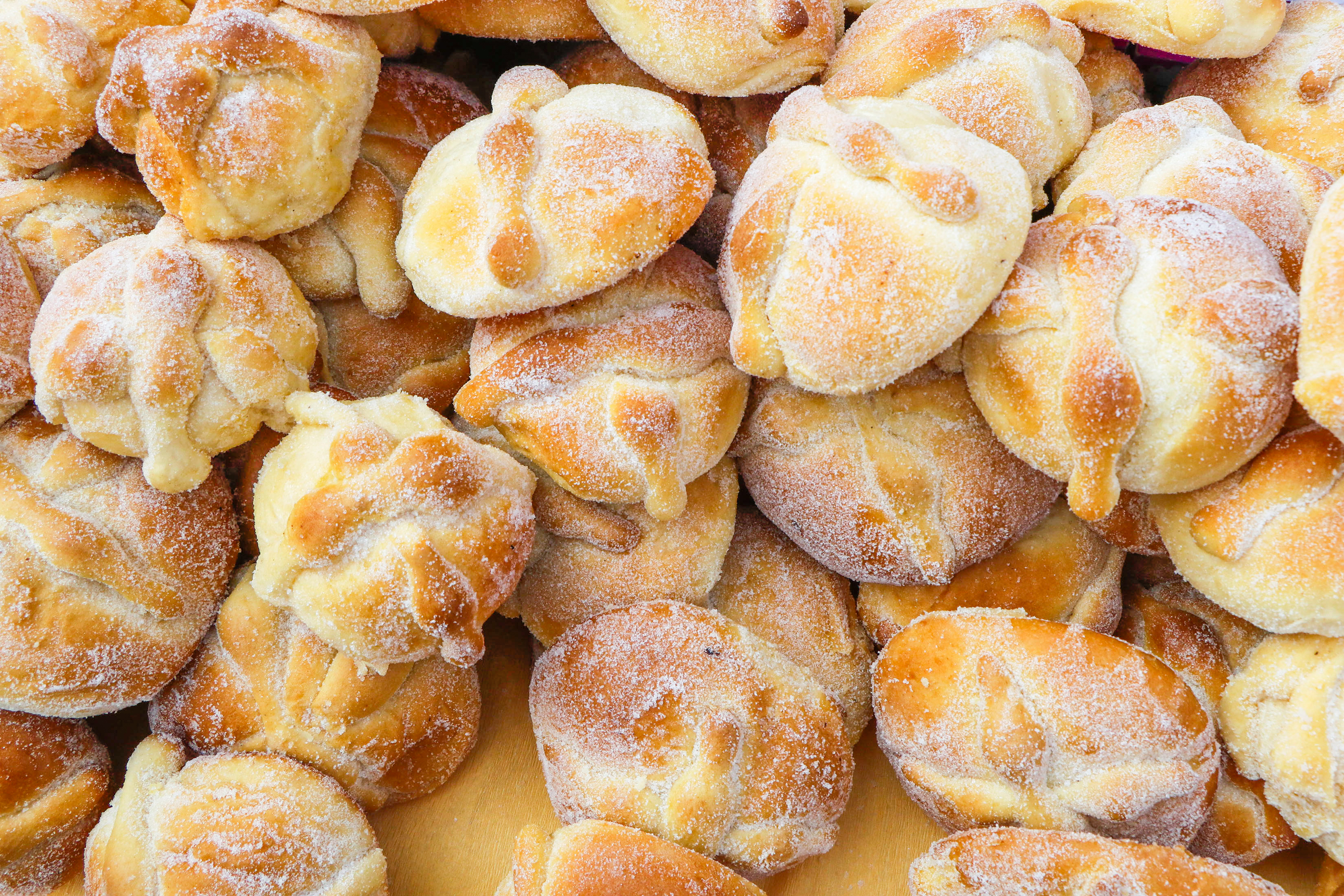
Panes de muerto en la Ciudad de México.

El pan de muerto es un pan dulce mexicano típico del Día de Muertos (1 y 2 de noviembre). Contiene harina de trigo, leche, huevo, levadura, azúcar, sal, mantequilla y frecuentemente se aromatiza con un toque de anís y naranja (tanto agua de azahar como ralladura). Es uno de los elementos tradicionales que se colocan en el altar de muertos, para honrar y recordar a los seres queridos que han fallecido. 
El pan de muerto se puede encontrar en muchos tamaños y formas según el lugar, pero la forma arquetípica y más comercial es pequeña y redonda, decorado con dos «huesitos» cruzados (piezas alargadas de masa que representan los huesos). También se pueden preparar con formas humanas y animales. Una vez horneado el pan, la superficie se cubre con azúcar blanca, o azúcar y canela, o bien con ajonjolí. A veces, este azúcar se tiñe de rojo para emular la sangre. Resulta en un pan de miga esponjosa, tierna y apenas alveolada, y una corteza suave pero muy dorada. Un derivado similar es el pan de huevo o de yema de Oaxaca. Aproximadamente ocho de cada diez casas mexicanas adquiere este pan el 1 y 2 de noviembre.

## Origen

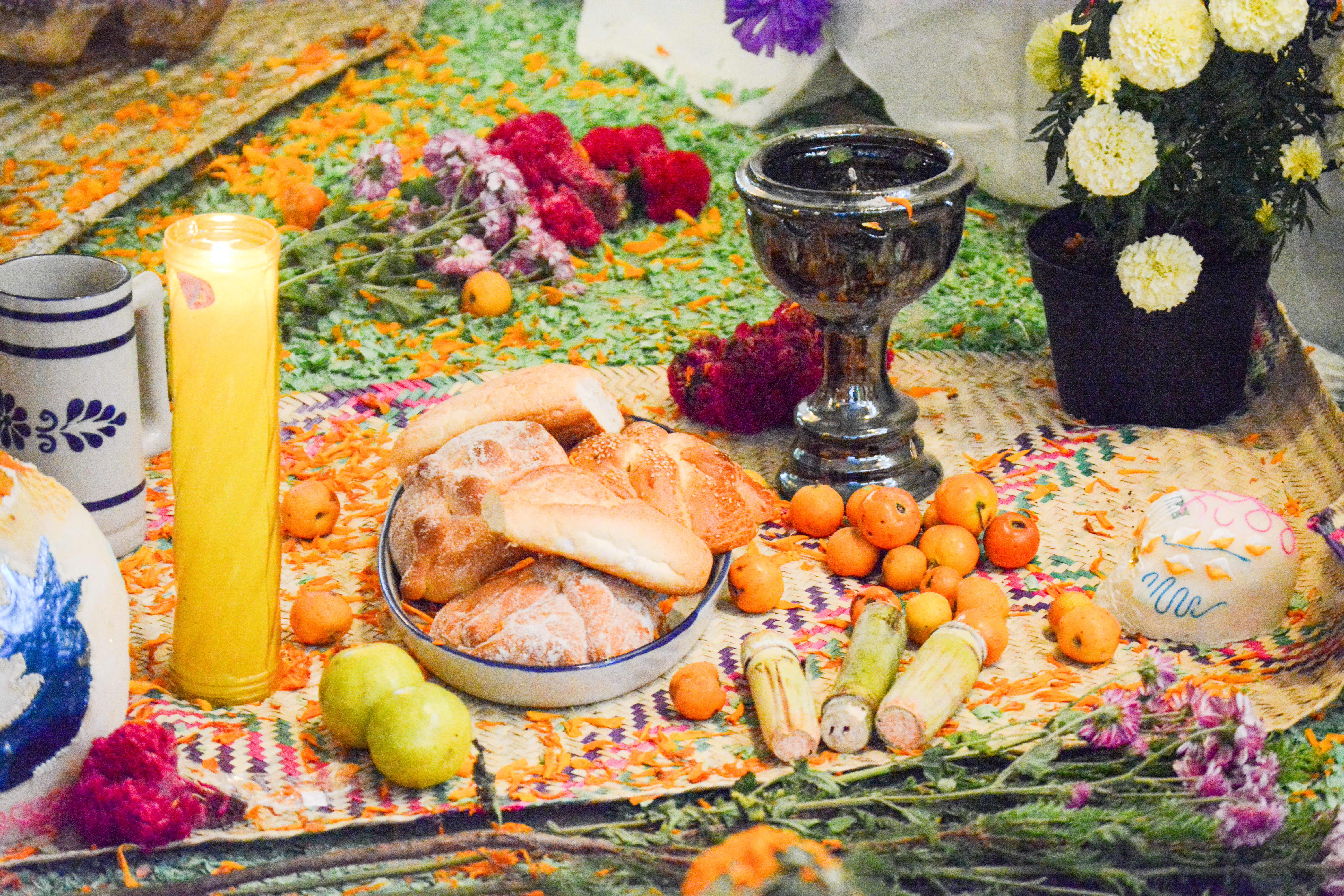
Pan de muerto y otras ofrendas en un altar de muertos.

El Día de Muertos es uno de los mayores exponentes del mestizaje hispano-indígena. El trigo y la cultura panadera fueron introducidos en el continente americano por los españoles, por lo que no es raro ver que muchos panes clásicos mexicanos, como la semita, el pan bazo o la telera, tienen sus respectivos homólogos en España. Por su parte, el pan de muertos tiene su origen en el pan de ánimas, un producto con carácter votivo que antiguamente se preparaba por Todos los Santos y Fieles Difuntos en zonas de Castilla, Portugal, Aragón y Sicilia (entre otros lugares) para honrar a los seres queridos fallecidos. Los feligreses acudían anualmente al cementerio y daban pan, vino y flores a las sepulturas. El pan era bendecido por el párroco local, por lo que además se conocía como «pan bendecido». Durante el Virreinato de Nueva España, el pan de ánimas era utilizado por los españoles como ofrenda para sus muertos, y fue asimilado por los indígenas por sus creencias prehispánicas. En un principio, los panes en México eran de masas burdas y poco elaboradas, pero con el tiempo, el país afianzó su tradición panadera haciendo piezas cada vez más refinadas. En ciertos estados mexicanos, como Puebla o Tlaxcala (ambos de marcada influencia española), a veces se le conoce también como «pan de ánimas».
Desde diversas instituciones públicas mexicanas se omite el origen hispano-cristiano del pan de muerto, atribuyéndolo exclusivamente a preparaciones prehispánicas. Por ejemplo, el Instituto Nacional de los Pueblos Indígenas señala que el pan de muerto deriva del papalotlaxcalli. Según las crónicas de fray Bernardino de Sahagún, el papalotlaxcalli era una tortilla (tlaxcalli) con forma de mariposa (papalotl) que se ofrendaba a Cihuapipiltin y a las mujeres que morían en el parto. Asimismo, en el blog de la Universidad de Cuautitlán Izcalli se señala otro posible antecesor del pan de muerto, el huitlatamalli, un tamal con carácter votivo. El papalotlaxcalli como origen remoto del pan de muerto es una tesis defendida por el propio Gobierno de México en su web, y es la teoría que más fuerza tiene en la actualidad. El pan de ánimas español no se menciona en las teorías divulgadas por estas tres entidades. Sin embargo, la propia composición de los ingredientes del pan de muerto revela su origen: trigo, azúcar de caña, leche y mantequilla de vaca, huevos y aroma de naranja. Todos estos productos llegaron a América en lo que se conoce como «intercambio colombino». Según la Dra. Malvido (1999), si bien se ha dado mucho peso a las ideas prehispánicas en la celebración de Día de Muertos, es muy importante la influencia que ha ejercido en el México colonial la religión católica. Según esta autora, en un ensayo publicado por el Instituto Nacional de Antropología e Historia «seguir pensando que [el pan de muerto] es una tradición de origen prehispánico significa que no entendimos nada, puesto que es profundamente romano». Stanley Brandes, historiador y antropólogo de la cultura mexicana (y en particular del Día de Muertos), a este respecto comenta:

Para la cuestión de los orígenes europeos versus indígenas [del pan de muerto], no puede haber una solución simple hasta que salgan a la luz fuentes coloniales más extensas. Por ahora, la evidencia indica que el Día de Muertos mexicano es un invento colonial, un producto único de los procesos demográficos y económicos coloniales. Los principales tipos y usos de los alimentos en esta festividad definitivamente provienen de Europa. Después de todo, no hay tortilla de muertos sino pan de muertos, detalle muy significativo. Tampoco existía la caña de azúcar en las Américas antes de la conquista española. De España proceden la existencia de panes especiales y dulces a base de azúcar, la costumbre de depositar estos y otros alimentos en las tumbas y altares, la práctica de la mendicidad y otros mecanismos distributivos. Al mismo tiempo, la particular forma antropomórfica que asumen los dulces del Día de Muertos es parte de la tradición tanto española como mexica. Esta combinación de hábitos y gustos culinarios españoles e indígenas sin duda culminó en los patrones de ofrenda que observamos hoy. La ofrenda en sí es probablemente española, aunque durante mucho tiempo ha asumido una importancia en México que supera con creces la de la madre patria.
Skulls to the Living, Bread to the Dead (2009), pág. 40., por Stanley Brandes

Con la industrialización europea, las tradiciones de panes de difunto comienzan a desaparecer del Viejo Continente. Curiosamente, la tradición pervive al otro lado del océano: en México, así como en los Andes centrales, donde se hacen varios panes para ofrendar en Todos los Santos. Los más conocidos son las guaguas o tantawawas, y también los urpis, que son unos panes de difunto con forma de paloma.

## Simbolismo

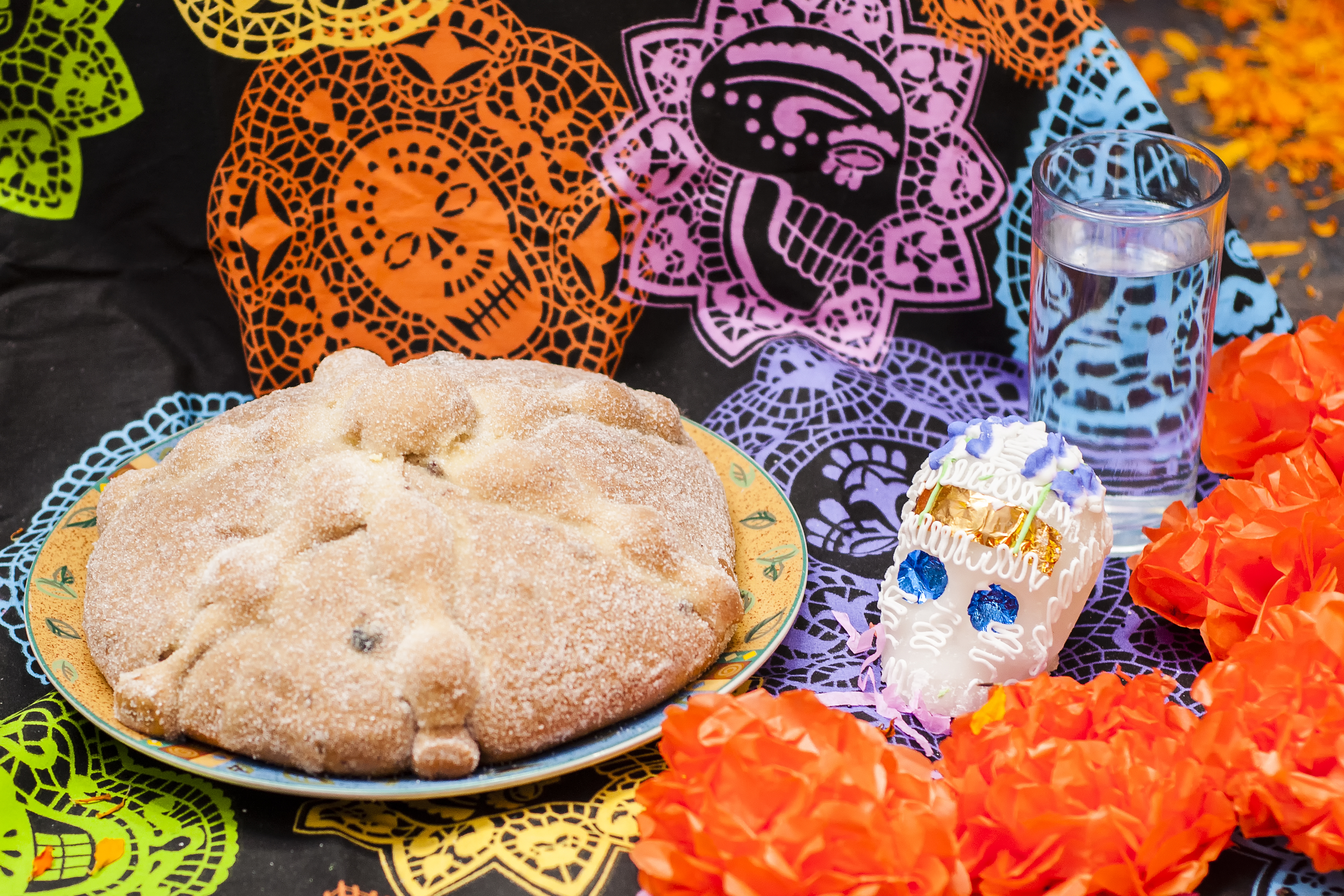
Elementos típicos del Día de Muertos: pan de muerto, calaverita, papel picado y mezcal

El pan de muerto es uno de los elementos del altar de muertos. Se ofrecen ritualmente para alimentar a las almas de los seres queridos, que durante las fechas señaladas viajan desde el más allá para visitar a sus hogares. El altar también suele incluir fruta, papel picado, flores de cempasúchil, un plato con sal, juguetes, copal oloroso, cruces y otra simbología religiosa, las fotos de los fallecidos, sus objetos personales y varios vasos de agua, uno por persona.
Un mito muy repetido explica que el pan de muertos mexicano se remonta a la costumbre prehispánica de los sacrificios humanos: «Una doncella era ofrecida a los dioses, y depositaban en una olla con amaranto el corazón aún latiendo, lo tenían que morder en símbolo de agradecimiento». Cuenta la leyenda que los conquistadores, disgustados con la práctica caníbal, forzaron a los indios a sustituir el corazón por un amable panecito dulce. Aunque este origen no es cierto, sirve para interpretar el significado «ritual» del pan de muerto, pues es una alegoría de la persona difunta: la forma circular simboliza el ciclo de la vida y la muerte; la bolita de masa en el centro es el cráneo, así como la decoración que representa los huesos, dispuestas simbólicamente en forma de cruz. Así pues, el pan pasa a encarnar al propio muerto. En palabras de José Luis Curiel: «Comer muertos es para el mexicano un verdadero placer, se considera la antropofagia de pan y azúcar. El fenómeno se asimila con respeto e ironía, se desafía a la muerte, se burlan de ella comiéndola».
Según la Universidad de Cuautitlán Izcalli, su forma circular representa el ciclo de la vida y la muerte, montículo sobre el que yacen las «canillas» o «candelillas» (huesos) y la «mollera» (el cráneo, en el centro).  Los huesos se disponen en cruz, formando cuatro bracitos de masa que representan los cuatro puntos cardinales del universo (nahuolli) consagrados a Tezcatlipoca, Tláloc, Quetzalcóatl y Xipetotec. Según otros, los huesitos simbolizan las lágrimas derramadas. El sabor a azahar encarna el recuerdo a los fallecidos.
En el Diccionario enciclopédico de la Gastronomía Mexicana, el chef R. Muñoz Zurita propone otra teoría, que quizá esta decoración representa más bien una flor, y los huesitos son realmente pétalos florales: «De hecho, el pan de muerto se coloca como adorno en el altar y una canasta llena de panes con esta figura se considera como un arreglo de flores».

## Variedades
Conforme ha pasado el tiempo el pan de muerto mostró diferentes formas de preparación. Por ejemplo, en centro de México, las panaderías utilizan pan sencillo espolvoreado con azúcar, pero en Michoacán se elabora con «pan de hule», que es de color moreno brilloso, forma redonda y tienen dedicatoria a un difunto.

### Hidalgo
En la Huasteca hidalguense se elaboran panes con formas antropomorfas decorados, o no, con azúcar roja; algunos lugareños afirman que representan a sus seres queridos que han fallecido. En el Valle del Mezquital suelen hacerse panes más decorados, a veces con pastillaje.

### Oaxaca

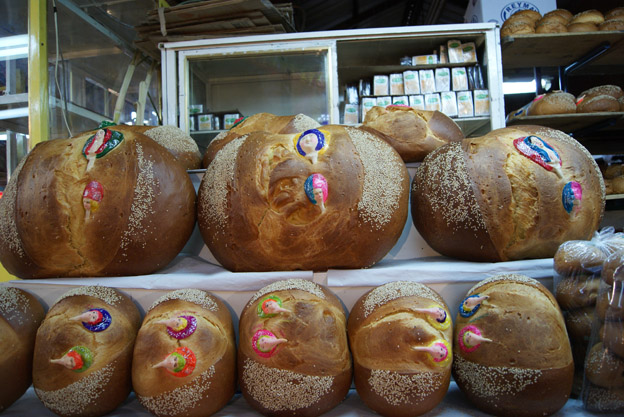
Panes de muerto en el Mercado de Abastos de Oaxaca, México.

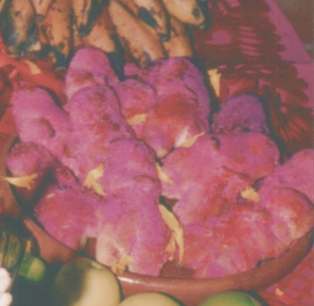
Panes de muerto de la Mixteca Poblana.

El pan de muerto de los valles de Oaxaca es un gran pan de yema al que se le ha incrustado una figura de alfeñique que representa al ánima a quien se dedicó el pan; en la Sierra Sur y la Costa de Oaxaca, el pan de muerto tiene figura humana que puede llevar incrustado la figura de alfeñique.
Otros panes toman la misma forma que el descrito, y va espolvoreado con ajonjolí, y en algunos lugares se le pone esencia de azahar. En algunas regiones, el pan de muerto es el mismo que se consume diariamente.

### Puebla
En la Mixteca Poblana, el pan de muerto se prepara con la misma masa que el bolillo, pero se le da forma humana y es espolvoreado con azúcar blanca si es pan para el altar de los niños y adolescentes, o con azúcar roja, si se destinará al altar de los adultos. En las zonas donde el pan de muerto no se prepara cotidianamente, algunas veces suele comenzarse a vender a principios de agosto y termina hasta mediados de noviembre.

### Tlaxcala
En Tlaxcala, diversos panes dulces se preparan para el Día de Muertos, algunos con forma de animales y decorados con azúcar roja. En Apizaco y otros lugares del estado, el pan de muerto se denomina «hojaldra». A la masa se le añade manteca de cerdo, y se deja fermentar con levadura y pulque. En Huactzinco, el pan de muerto se hace con la misma masa del tradicional pan de fiesta.

### Otros
Todos tienen unos cuatro o seis huesos, con o sin representación del cráneo:
- Azucarado (el más común y comercial en el centro del país, pan sencillo espolvoreado de azúcar).
- "Hojaldra" con esencia de "flor de azhar" y ajonjolí de Puebla (pan sencillo espolvoreado con semillas de ajonjolí tostado).
- Azucarado de la Mixteca (azúcar roja para las ofrendas).
- Pan de yema de Oaxaca.
- De vainilla o naranja.
- Con pan de chocolate (cubierto de azúcar).
- Con cubierta de chocolate (pan de chocolate y cubierta de chocolate).
- Relleno con figuras (pan azucarado relleno con calaveras, similar a la Rosca de Reyes).
- Figuras de muertos con adornos de vacas con leche de chocolate.
- El pan de muerto tiene una larga tradición de panaderos en Tepoztlán, San Andrés Mixquic e Teloloapan.[32]
- Pan "pata de mula", que tiene una forma similar a las pezuñas.[33]
- Pan de muerto de Zaachila, este pan de yema es decorado con ajonjolí y con figuritas de flores.

Otras formas
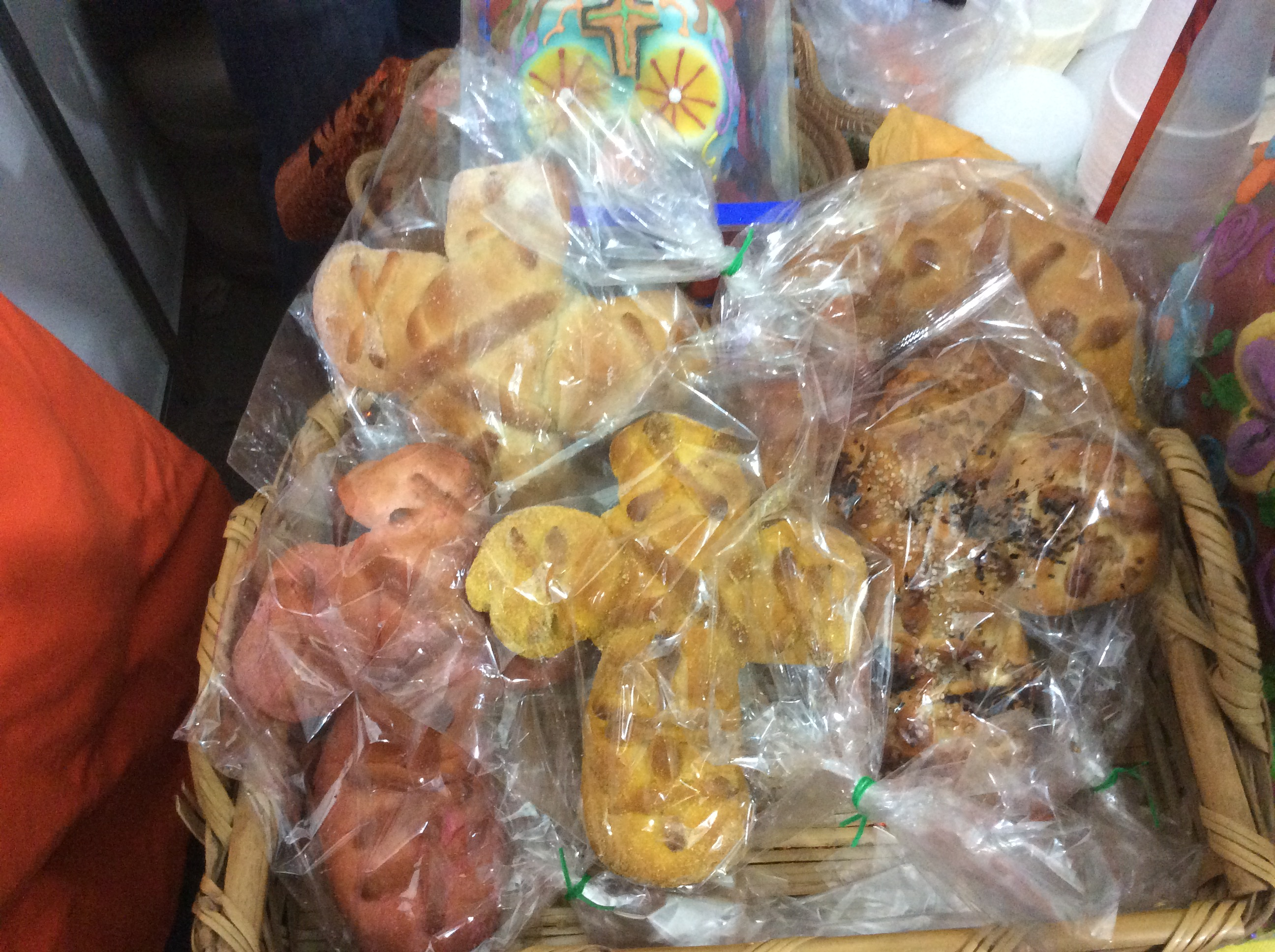
con forma de cruz, en Coyoacán
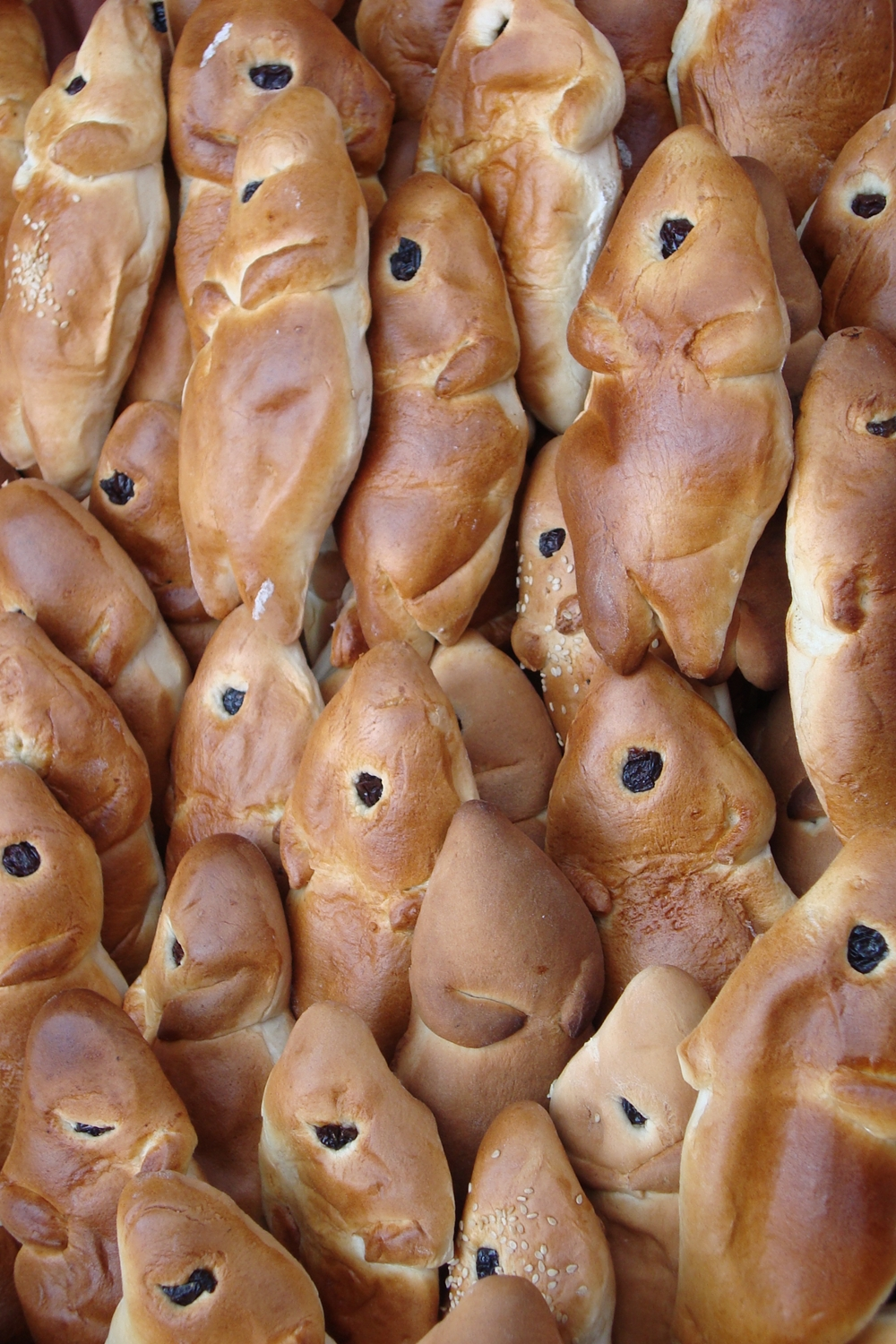
con forma animal en San Lorenzo Tezonco
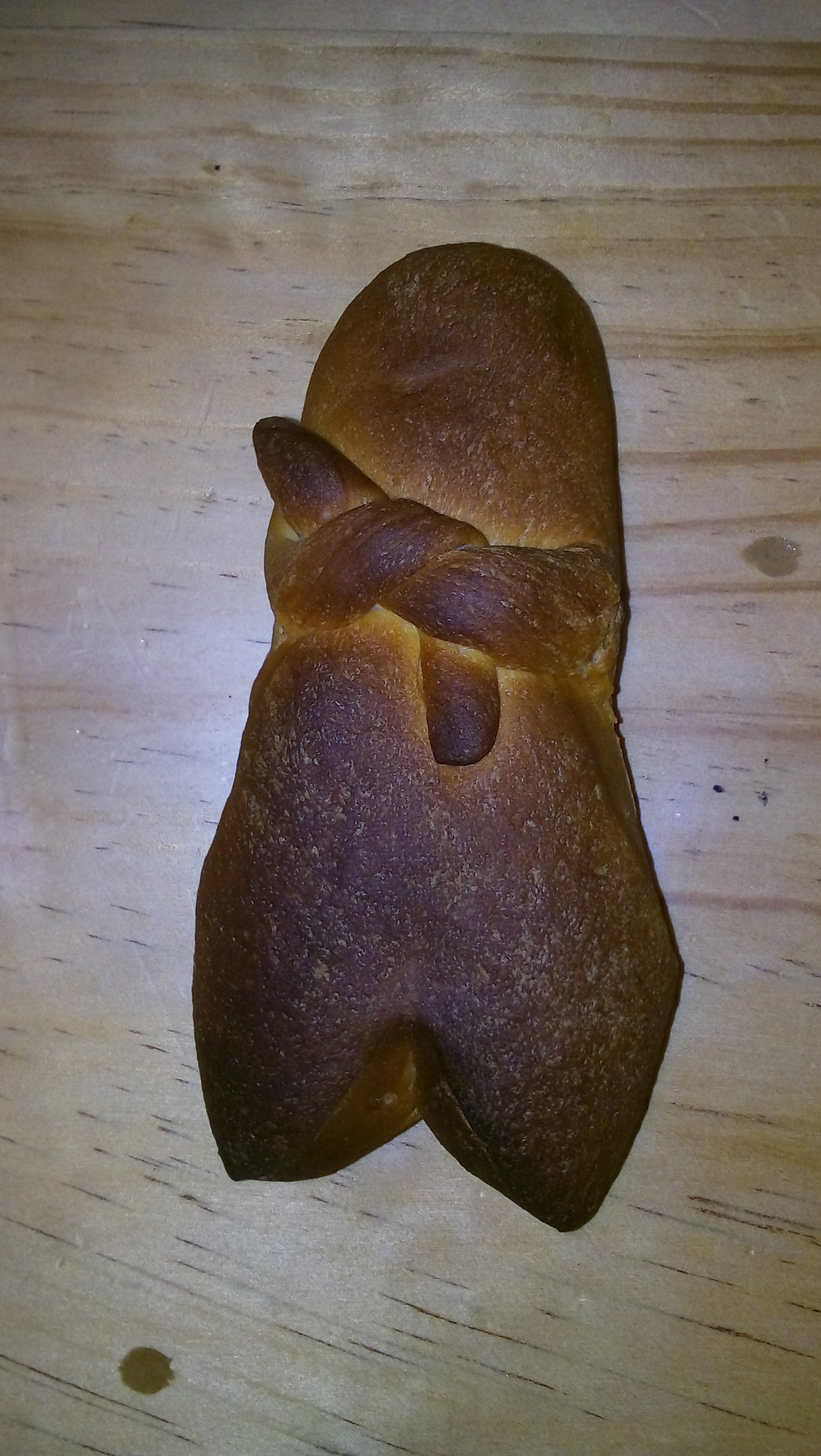
pan de muerto antropomorfo de Putla
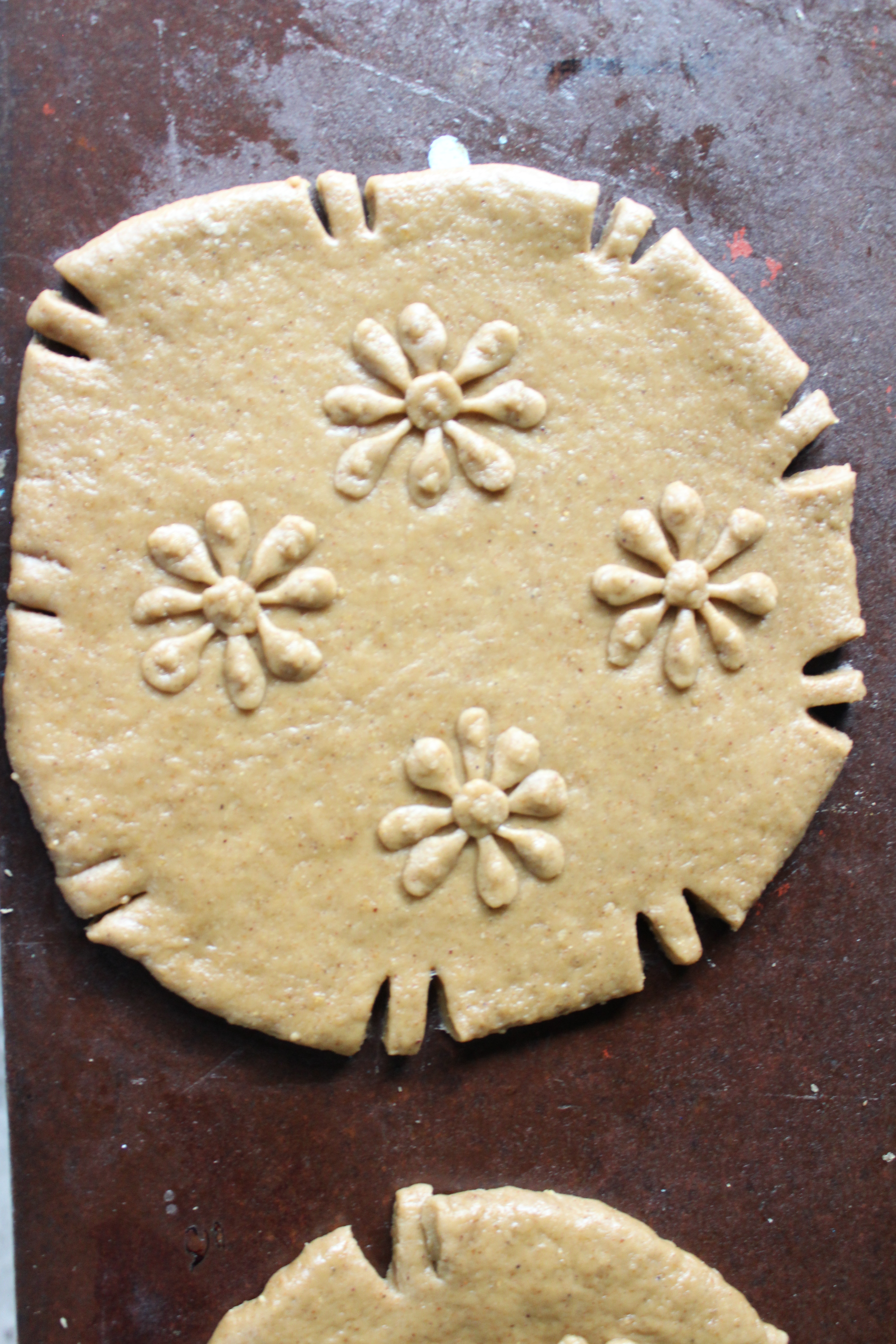
masa de pan de muerto en Texcoco